# Дуко Тасев
Вижте пояснителната страница за други личности с името Тасев.
Дуко Тасев Червенков е български революционер, деец на Върховния македоно-одрински комитет, кичевски войвода на
Вътрешната македоно-одринска революционна организация.

## Биография
Дуко Тасев е роден през 1858 година в кичевското село Юдово, тогава в Османската империя. От 1881 година до 1883 година е ту ятак, ту четник в четите, действащи в Кичевско и Охридско. Преследван от властите, бяга в Свободна България и се установява в София. През май 1885 година постъпва в четата на руския офицер Адам Калмиков като началник на отделение. След голямото четиридневно сражение при Удово на Вардар, в което загива войводата Калмиков, Тасев е пленен заедно с още 17 четници. Осъдени са на 7,5 години тежък крепостен затвор в крепостта Аргенмаден, Диарбекир.
В 1894 година е освободен и се връща в България. През 1895 година участва в Четническата акция на Македонския комитет и е десетар в четата на Стойо Костов, като участва в изгарянето на Доспат.
От есента на 1897 година до 1900 година действа води първата чета на ВМОРО в Кичевско заедно с четниците Йордан Пиперката, Никола Геройски и Янаки Янев. Голяма помощ на четата указва дякон Йосиф Пречистански от Кичевския манастир. Първата акция на четата от октомври 1897 година е типично харамийска - премахнат е турският спахия Мохарем бег - Ремко от Сълп, а през юни 1900 година убива прочутия Абдураман бей от Дебър в местността Лопушник. Задочно е осъден от османските власти на смърт чрез обесване. В края на 1901 година се оттегля от четничеството и се установява в България.
В 1938 година Кичевското благотворително братство издава спомените му.
Умира в София на 14 март 1942 година.
На 5 април 1943 година вдовицата му Елена, родом от Битоля и жителка на София, подава молба за българска народна пенсия, която е одобрена и пенсията е отпусната от Министерския съвет на Царство България.